# Colorado (fleuve du Texas)
Ne pas confondre avec le Colorado (fleuve) et l'État du Colorado.
Pour les articles homonymes, voir colorado (homonymie).
Le fleuve Colorado (anglais : Colorado River) coule dans le Sud des États-Unis. Il est le plus long fleuve coulant entièrement au Texas. Son bassin hydrologique et certains de ses affluents (habituellement à sec) s'étendent jusqu'au Nouveau-Mexique.

## Géographie

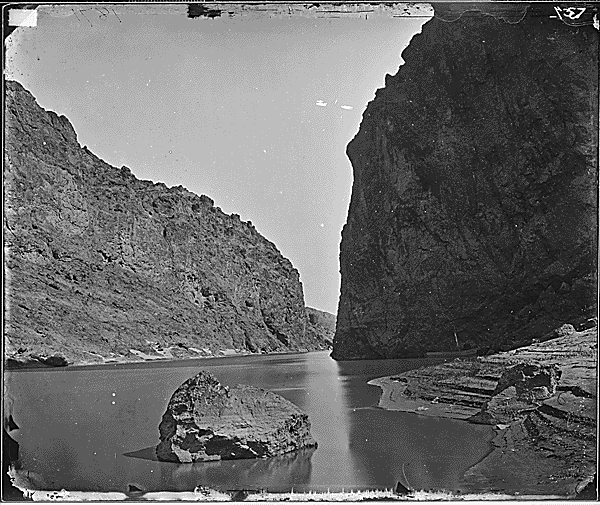
Black Canyon sur le Colorado, photo de Timothy O'Sullivan (1871).

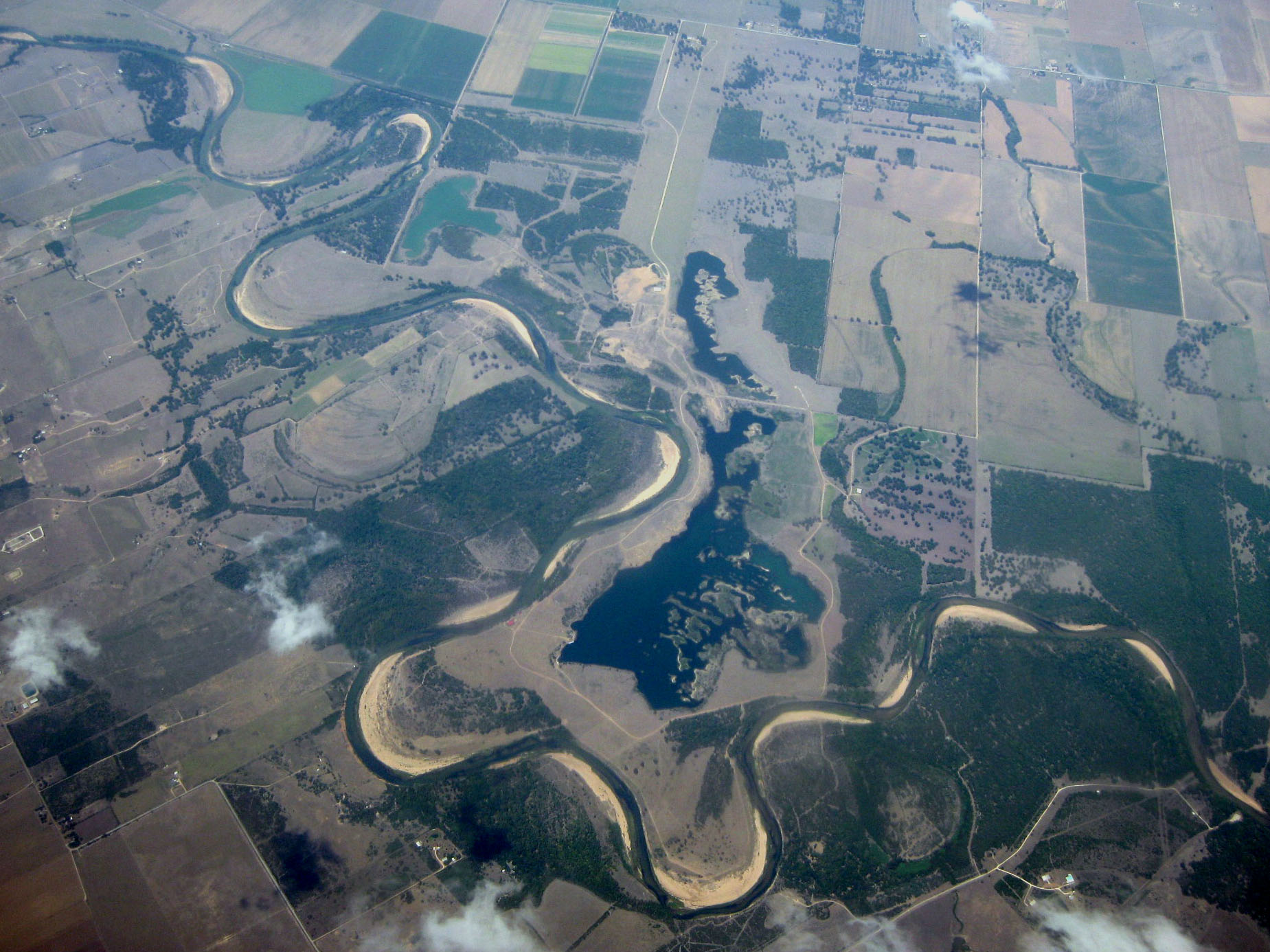
Vue aérienne des méandres du Colorado dans le comté de Colorado et le comté de Wharton près de Nada.

Ce fleuve de 1 380 km de long coule principalement vers le sud-est de Dawson County, passe par Marble Falls, Austin, Bastrop, Smithville, La Grange, Columbus, et Bay City avant de se jeter dans le golfe du Mexique à Matagorda Bay.
Le Colorado, dont le nom signifie « de couleur rouge », était souvent confondu avec la rivière Brazos, située à quelque distance au nord, par les premiers explorateurs espagnols.
Le fleuve est une importante source d'eau pour l'irrigation, les villes et la production d'hydroélectricité.
Les principaux lacs de barrage sur le cours du fleuve : Lake Marble Falls, Lake Buchanan, Inks Lake, Lake LBJ, Lake Travis, Lake Austin, et Town Lake à Austin. Ces lacs sont communément appelés les Highland Lakes. En plus de la production d'électricité sur chacun des principaux lacs, les eaux du fleuve sont utilisées pour refroidir le projet nucléaire du sud Texas (centrale nucléaire près de Bay City).
Le contrôle de la rivière a été confié à trois agences par le parlement du Texas, les Upper Colorado River Authority, Central Colorado River Authority, et Lower Colorado River Authority. Il y a 11 lacs de barrages importants sur le cours du Colorado.

## Anthropisation et destruction de l'estuaire
Le delta de ce fleuve détient un record mondial : celui de la plus forte progradation d'un delta dans la période historique.
A.H. Wadsworth a ainsi décrit en 1966 un phénomène spectaculaire dont l'Homme est responsable : la formation très accélérée d'un delta (de 1929 à 1941) devant l'estuaire du fleuve : les berges du cours inférieur du Colorado étaient antérieurement fortement protégées de l'érosion hydrique par la présence d'un important linéaire d'embâcles de bois flotté.
Ces embâcles étaient signalés par les géographes et explorateurs dès le XVIIe siècle. Ils protégeaient les berges sur 75 km environ, mais gênaient la navigation et l'accès aux berges à partir du cours d'eau.
De 1925 à 1929, à la demande des armateurs et afin de faciliter le transport maritime et fluvial, il a été décidé de rendre la rivière plus navigable (et d'exploiter ce bois).
D'importants travaux ont été conduits pour totalement supprimer les bois flottés. Il s'en est immédiatement suivi une spectaculaire érosion des berges et une forte augmentation de la turbidité de l'eau. Ce delta qui ne couvrait que 20 ha (45 acres en 1908 selon les documents disponibles) s'est brutalement étendu sur 1 780 ha après 5 ans et en seulement 12 ans sur 2 800 ha (soit une surface ayant augmenté de 140 fois en 12 ans).
Il a comblé l'ancienne et vaste lagune de Matagorda sur toute sa largeur (dès 1936). Et en 1941 il avait enseveli les écosystèmes lagunaires et estuariens ou marins sur 7 098 hectares, ruinant au passage les armateurs qui avaient demandé la suppression des embâcles de bois flottés.
Le phénomène se serait encore prolongé si l'on n'avait creusé un canal débouchant directement dans le golfe du Mexique où la houle et les courants de dérive littorale dispersent désormais une grande partie de ces sédiments d'origine fluviatile, en augmentant la turbidité de l'eau du Golfe, par ailleurs également polluée de manière chronique et accidentelle par les nombreuses plates-formes de forage.
La configuration de l'ancien estuaire est connue : il était formé de deux bras fluviaux qui s’écoulaient dans l’ancienne baie de Matagorda, le premier à proximité de la « Tres Palacios Creek » et l’autre — avec le fleuve Brazos — dans une grande baie qui occupait l'est et l'ouest du « Comté de Matagorda » et du « Comté de Brazoria ». Un delta s’est ensuite formé  dans le golfe du Mexique aux  environs de Freeport. La totalité des plages et cordons qui ont pu exister avant 1925 ont été enfouis par les sédiments deltaïques.